# Braća Vejans
Braća Vejans (engl. The Wayans Bros.) je sitkom emitovan od 1995. do 1999. godine na američkom kanalu „The WB“. U seriji glume rođena braća Šon Vejans i Marlon Vejans. Obojica su već bili poznati publici po ulogama u skeč komediji „In Living Colour“. U seriji između ostalih glume i Džon Viderspun i Ana Marija Horsford.

## Koncept
Šon Vejans i Marlon Vejans i u seriji glume rođenu braću, Šona i Marlona Vilijamsa, koji žive u jednosobnom stanu u Njujork Sitiju. Šon poseduje prodavnicu novina i časopisa u kojem radi i Marlon, i njih dvojca stalno pokušavaju da se obračunaju sa njihovim blesavim ocem, Džonom "Paps" Vilijamsom (Džon Viderspun), koji poseduje restoran koji se nalazi neposredno uz Šonovu prodavnicu, Šonovom devojkom Lisom (Lela Rokon) i sa Dird "Di" Bakster (Ana Marija Horsford), čuvarkinjom zgrade u kojoj rade i koja često dolazi u Papsov restoran i obožava njegovu hranu.

## Likovi

### Glavni likovi
- Šon Vejans - Šon Vilijams
- Marlon Vejans - Marlon Vilijams
- Džon Viderspun - Džon "Paps" Vilijams
- Ana Marija Horsford - Dird "Di" Bakster (2. sezona, epizoda 12 i nadalje)
- Džil Tasker - Lu Malino (2. sezona, epizode 1-7)
- Lela Rokon - Lisa Saunders (1. sezona)
- Paula Džej Parker - Monik (2. sezona, epizode 1-11)

### Sporedne uloge
- Žanet Dubois - Baka Elington (1996-1998)
- Fil Luis - T.C. (1995-1998)
- Džermejn "Hagi" Hofkins - Dupri (1996-1998)
- Džeremi Hitel - Perač automobila (1996-1998)
- Lance Amols - Doktor (1997-1999)
- Mič Milani - Beli Majk (1995-1996)

## Epizode
| Sezona    | Epizode | Datum prvog prikazivanja | Datum poslednjeg prikazivanja |
| --------- | ------- | ------------------------ | ----------------------------- |
| 1. sezona | 13      | 11. Januar, 1995.        | 24. Maj, 1995.                |
| 2. sezona | 22      | 6. Septembar, 1995.      | 15. Maj, 1996.                |
| 3. sezona | 22      | 4. Septembar, 1996.      | 14. Maj, 1997.                |
| 4. sezona | 22      | 17. Septembar, 1997.     | 20. Maj, 1998.                |
| 5. sezona | 22      | 17. Septembar, 1998.     | 20. Maj, 1999.                |

## Kasnija prikazivanja
Nakon sto je serija otkazana u Septembru 1999. godine od strane „The WB“ televizije, počela je sa ponovnim emotivanjem na nekoliko kanala širom SAD-a. Iste godine, Čikaška kablovska televizija „WGN“ pušta seriju u ponovno emitovanje na svom kablovskom programu, koje je trajalo sve do 2002. godine. Tokom 2006. i 2007. godine serija biva prikazivana na još dva američka nacionalna kanala.
Prva sezona serije doživela je i svoje DVD izdanje. DVD sa svih 13 epizoda prve sezone objavljen je 8. Februara 2005. godine, i za sada je to jedino DVD izdanje ove serije.